# Julijan Pawłykowski
Julijan Pawłykowski, pol. Julian Pawlikowski (ur. 20 lipca 1888 w Sieńkowie koło Radziechowa, zm. 28 grudnia 1949 w Monachium) – ukraiński prawnik i inżynier agronom, działacz spółdzielczy. Prezes Krajowego Związku Spółdzielni, prezes Związku Rewizyjnego Spółdzielni Ukraińskich (RSUK). Wiceprezes Ukraińskiego Zjednoczenia Narodowo-Demokratycznego (1932–1939). Senator Rzeczypospolitej w latach 1930–1938. Publicysta.

## Życiorys
W latach 1906–1914 studiował na Wydziale Prawa Uniwersytetu Lwowskiego i studia rolnicze (agronomia) i kurs spółdzielczości w Wiedniu. Od 1915 w towarzystwie Silskyj Hospodar we Lwowie, w latach 1924–1929 jego przewodniczący. Wykładowca prawa spółdzielczego i rolnego na Tajnym Uniwersytecie Ukraińskim we Lwowie. W latach 1923–1939 dyrektor spółdzielni Narodna Torhiwla, w latach 1926–1939 przewodniczący Rady Nadzorczej Krajowego Związku Mleczarskiego Masłosojuz. Od 1924 członek Państwowej Rady Spółdzielczej w Warszawie. Członek Rady Izby Rolniczej, wiceprzewodniczący powołanego 19 kwietnia 1934 Klubu Radnych Ukraińskich, członek Rady Giełdy Zbożowo-Towarowej we Lwowie. Współzałożyciel UNDO, w latach 1925–1939 członek Centralnego Komitetu UNDO, wiceprezes UNDO w latach 1932–1939. Od 1930 członek Towarzystwa Naukowego im. Szewczenki. Członek egzekutywy Ukraińskiego Komitetu Pomocy Bezrobotnym i Ubogim i Rady Towarzystwa Studiów nad Bezrobociem. Przedstawiciel ukraińskiej spółdzielczości na międzynarodowych zjazdach ruchu spółdzielczego.
Był senatorem III i IV kadencji (w IV kadencji z nominacji Prezydenta RP), a w latach 1935–1938 wiceprezesem Ukraińskiej Reprezentacji Parlamentarnej.
Po agresji ZSRR na Polskę i okupacji Lwowa przez Armię Czerwoną kierował spółdzielnią Narodna Torhiwla do jej likwidacji przez władze sowieckie w grudniu 1939.
Po ataku III Rzeszy na ZSRR i okupacji Lwowa przez Wehrmacht proponowano mu funkcję ministra gospodarki w rządzie Jarosława Stećki, propozycji nie przyjął. W lipcu 1941 objął ponownie stanowisko prezesa odtworzonego pod okupacją niemiecką Związku Rewizyjnego Spółdzielni Ukraińskich i przewodniczącego Rady Nadzorczej odtworzonego Krajowego Związku Mleczarskiego „Masłosojuz”. Kierował spółdzielczością ukraińską na terenie dystryktu Galicja Generalnego Gubernatorstwa. W sierpniu 1943 członek Rady Przybocznej powołanej przez starostę miejskiego Lwowa. Wobec zbliżającej się Armii Czerwonej w połowie lipca 1944 wyjechał w głąb Niemiec.
Osiadł na emigracji w Monachium. Członek Ukraińskiej Rady Narodowej. Przewodniczący Zrzeszenia Ukraińskich Spółdzielni w Niemczech. Wykładowca Wolnego Uniwersytetu Ukraińskiego w Monachium i ukraińskiego Instytutu Techniczno-Ekonomicznego w Ratyzbonie.
Zmarł w Monachium. Został pochowany na tamtejszym Cmentarzu Leśnym. W 1972 dokonano ekshumacji i prochy przewieziono w nieznane miejsce pochówku.
Żona Iryna z d. Makuch, działacz spółdzielczy, była córką Iwana Makucha.